# شباب طائش (فلم)
فيلم مصري (أبيض وأسود) تم عرضه في 14 يوليو 1963 ومدة الفيلم 85 دقيقة من تاليف وإخراج السيد زيادة .

## قصة الفيلم
تدور أحداث الفيلم حول رحلة صيد قاما فيها سالم ورجاء فيوهمها أن أحد مساعديه أصيب بطلقة قاتلة من بندقيتها أثناء صيدها فيجبرها على كتابة اعتراف بأنها قتلته كي يبتزها بعد ذلك وتقع رجاء في حب ممدوح الثري وتتزوجه، ويبتزها سالم بالفعل ويطالبها أن تمنحه من أموال زوجها.

## طاقم العمل
- محرم فؤاد
- سميرة أحمد
- توفيق الدقن
- فاتن الشوباشي
- محمد طه
- نجوى فؤاد
- عبد الخالق صالح
- زوزو ماضي
- نادية النقراشي
- يوسف فخر الدين
- محمد عوض
- عبد الغني النجدي
- عبد الحميد زكي
- حسين إسماعيل
- هالة الشواربي
- فيفي سعيد
- نوال الصغيرة
- سهير مجدي
- فتحية شاهين
- زهير صبرى
- أنور مدكور
- أحمد أبو عبية
- ممدوح صادق
- حسين ياقوت
- سيد العربي
- أحمد ثروت
- محسن المليجى
- محمد دانش
- حسام لبيب
- نزية سلطان
- سيد عبدالله
- أحمد مرسي

### تصوير
- عبده عبد الخالق.   (مهندس الإضاءة)
- عبد المنعم بهنسي. (مصور)
- زكريا منصور.   (مدير التصوير)

### مونتاج
- عبد العزيز فخري. (مونتير)
- ليلى فهمي.   (نيجاتيف)
- كمال فهمي.   (نيجاتيف)

### إخراج
- السيد زيادة. (مخرج)
- أحمد فؤاد.   (مخرج مساعد)

### ماكياج
- سيد عوض.   (ماكيير)
- إبراهيم سيد.   (كوافير)

### ديكور
- وفاء محروس زيادة   (مهندس المناظر)
- عبد المنعم علي.   (مهندس المناظر)

### أدوار متعددة
- السيد زيادة.   (قصة وسيناريو وحوار)
- يوسف سفر.   (مهندس الصوت)
- أفلام العصر الذهبى. (منتج)
- أفلام العصر الذهبى. (موزع)
- محمد جاك.   (ريجيسير)
- ستوديو نصيبيان.   (الطبع والتحميض)

## وصلات خارجية
- مقالات تستعمل روابط فنية بلا صلة مع ويكي بيانات